# 어서오세요. 305호에!
《어서오세요. 305호에!》는 2008년부터 네이버에서 연재된 웹툰이다. 2011년 9월 22일에 완결되었다. 전 171회.

## 단행본
단행본은 《어서오세요, 305호에!》라는 이름으로 발행되었다.
- 《어서오세요, 305호에! 1》 (ISBN 9788925817705)
- 《어서오세요, 305호에! 2》 (ISBN 9788925898988)